# Géraldine Ruckstuhl
Pour les articles homonymes, voir Ruckstuhl.
Géraldine Ruckstuhl (née le 24 février 1998 à Altbüron) est un athlète suisse, spécialiste des épreuves combinées.

## Biographie
Géraldine Ruckstuhl devient championne du monde de l'heptathlon en 2015 lors des Championnats du monde cadets à Cali avec 6 037 points. L'année suivante, elle participe aux mondiaux juniors sur le lancer du javelot et se classe 7e avec 53,38 m.
Le 27 mai 2017, la Suissesse participe à l'Hypo-Meeting de Götzis et réalise ses records personnels dans chaque épreuve: 13 s 96 au 100 m haies, 1,77 m en hauteur, 13,89 m au poids, 24 s 80 au 200 m. Le lendemain, elle commence la compétition avec un record au saut en longueur (5,78 m) puis établit au lancer du javelot un nouveau record de Suisse sénior avec une incroyable marque de 58,31 m. Grâce à un dernier record sur le 800 m (2 min 16 s 68), Ruckstuhl bat le record de Suisse de l'heptathlon avec 6 291 points. Ce record ne tiendra qu'un mois et demi, battu par Caroline Agnou le 14 juillet avec 6 330 points. 
Les 20 et 21 juillet 2017, elle participe aux championnats d'Europe juniors de Grosseto où son duel avec l'Ukrainienne Alina Shukh (qu'elle a battue deux fois (en 2015 à Cali et à Götzis en mai 2017), mais qui l’a battue à Tallinn deux semaines plus tôt) est l'un des moments les plus attendu de la compétition : dès la première épreuve, Ruckstuhl réalise 13 s 98 au 100 m haies, non loin de son record (13 s 96) malgré un très fort vent de face. Elle bat ensuite son record au saut en hauteur (1,81 m) avant de réaliser 13,55 m au poids et un nouveau record au 200 m (24 s 74). Après cette fin de journée, la Suissesse pointe au premier rang provisoire avec 3 646 points, devant la Britannique Niamh Emerson (3 576) et Alina Shukh (3 566). Le lendemain, Ruckstuhl réalise 5,97 m au saut en longueur tandis que Shukh reprend l'avantage de cet heptathlon grâce à un saut à 6,33 m puis en battant Ruckstuhl au javelot (54,51 m contre 54,32 m). Lors du 800 m, la Suissesse donne son maximum pour reprendre des points et bat ainsi son record de 4 secondes, réalisant 2 min 12 s 56. Elle s'empare de l'argent avec 6 357 points, nouveau record de Suisse.
Les 5 et 6 août 2017, elle participe aux championnats du monde de Londres: elle porte dès la première épreuve son record du 100 m haies à 13 s 80. Elle finit onzième avec 6 230 points.
Le 4 février 2018, à Macolin, Géraldine Ruckstuhl bat le record de Suisse du pentathlon avec 4 455 points, améliorant le précédent record de 4 369 détendu par Michelle Zeltner depuis 2014 (et égalé en 2016).
Elle se classe 9e des championnats du monde 2019 à Doha avec 6 159 pts.
Rongée par les blessures, elle met un terme à sa carrière en mars 2024, à seulement 26 ans.

## Palmarès
| Date | Compétition                         | Lieu             | Résultat | Épreuve    | Performance |
| ---- | ----------------------------------- | ---------------- | -------- | ---------- | ----------- |
| 2015 | Championnats du monde cadets        | Cali             | 1re      | Heptathlon | 6 037 pts   |
| 2016 | Championnats du monde juniors       | Bydgoszcz        | 7e       | Javelot    | 53,38 m     |
| 2017 | Coupe d'Europe des lancers          | Las Palmas       | 9e       | Javelot    | 54,31 m     |
| 2017 | Hypo-Meeting                        | Götzis           | 12e      | Heptathlon | 6 291 pts   |
| 2017 | Championnats d'Europe par équipes   | Vaasa            | 6e       | Javelot    | 53,03 m     |
| 2017 | Coupe d'Europe d'épreuves combinées | Tallinn          | 2e       | Heptathlon | 6 134 pts   |
| 2017 | Championnats d'Europe juniors       | Grosseto         | 2e       | Heptathlon | 6 357 pts   |
| 2017 | Championnats du monde               | Londres          | 11e      | Heptathlon | 6 230 pts   |
| 2017 | Ligue de diamant                    | Ligue de diamant | 9e       | Javelot    | 52,08 m     |
| 2018 | Championnats d'Europe               | Berlin           | 9e       | Heptathlon | 6 260 pts   |
| 2018 | Ligue de diamant                    | Ligue de diamant | 8e       | Javelot    | 56,07 m     |
| 2018 | Décastar                            | Talence          | 2e       | Heptathlon | 6 391 pts   |
| 2019 | Hypo-Meeting                        | Götzis           | 10e      | Heptathlon | 6 197 pts   |
| 2019 | Championnats d'Europe espoirs       | Gävle            | 1re      | Heptathlon | 6 274 pts   |
| 2019 | Championnats d'Europe par équipes   | Bydgoszcz        | 11e      | Javelot    | 50,70 m     |
| 2019 | Championnats d'Europe par équipes   | Bydgoszcz        | 12e      | Poids      | 13,84 m     |
| 2019 | Ligue de diamant                    | Ligue de diamant | 9e       | Javelot    | 61,05 m     |
| 2019 | Championnats du monde               | Doha             | 9e       | Heptathlon | 6 159 pts   |

## Records
| Épreuve           | Performance    | Lieu              | Date              |
| ----------------- | -------------- | ----------------- | ----------------- |
| 100 mètres haies  | 13 s 76        | La Chaux-de-Fonds | 30 juin 2019      |
| Saut en hauteur   | 1,83 m         | Talence           | 15 septembre 2018 |
| Lancer du poids   | 14,58 m        | Gävle             | 11 juillet 2019   |
| 200 mètres        | 24 s 74        | Grosseto          | 20 juillet 2017   |
| Saut en longueur  | 6,06 m         | Tallinn           | 1er juillet 2017  |
| Lancer du javelot | 58,31 m (NR)   | Götzis            | 28 mai 2017       |
| 800 mètres        | 2 min 12 s 56  | Grosseto          | 21 juillet 2017   |
| Heptathlon        | 6 357 pts (NR) | Grosseto          | 21 juillet 2017   |

| Épreuve          | Performance    | Lieu    | Date                          |
| ---------------- | -------------- | ------- | ----------------------------- |
| 60 mètres haies  | 8 s 55         | Macolin | 18 février 2018               |
| Saut en hauteur  | 1,81 m         | Macolin | 4 février 2018 3 février 2019 |
| Lancer du poids  | 14,55 m        | Macolin | 3 février 2019                |
| Saut en longueur | 5,97 m         | Macolin | 17 février 2018               |
| 800 mètres       | 2 min 16 s 50  | Macolin | 4 février 2018                |
| Pentathlon       | 4 489 pts (NR) | Macolin | 3 février 2019                |